# 1046 Edwin
1046 Edwin là một tiểu hành tinh vành đai chính. Nó được phát hiện bởi George Van Biesbroeck ngày 1 tháng 12 năm 1924. Tên ban đầu của nó là 1924 UA. Nó được đặt theo tên con trai của người phát hiện, Edwin van Biesbroeck. Những hình ảnh về nó được thực hiện bởi Đài thiên văn Oakley vào năm 2006 đã giúp các nhà khoa học vẽ đường cong ánh sáng và chỉ ra trong một chu kỳ giao hội, độ sáng của tiểu hành tinh là 5.30 ± 0.02 (có biến động 0.3 ± 0.1).